# 路易森施塔特运河

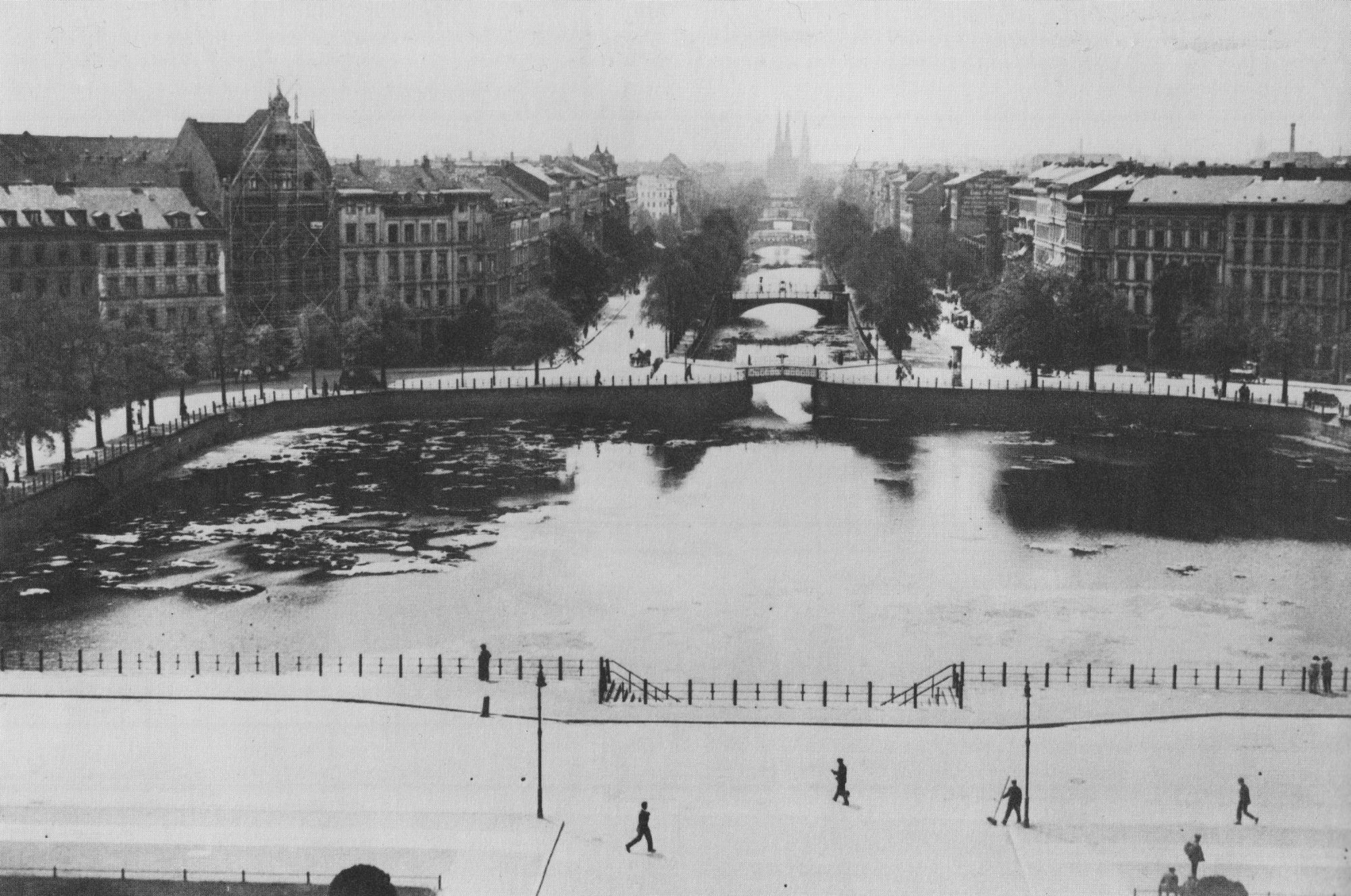
路易森施塔特运河

路易森施塔特运河是一条位于德国柏林的运河，长2.3公里。该运河得名于路易森施塔特街区，該河流经克罗伊茨贝格街区和米特街区。运河名字中的“路易森”指的是普鲁士国王腓特烈·威廉三世的妻子梅克倫堡-施特雷利茨的路易絲。
运河建成于1848-1852年间。除运输、排水以及排污作用外，运河还是周边地区景观规划设计的一部分，两岸的码头上排列着新古典主义建筑，与运河本身一同形成了一条装饰带。